# 年越しプロレス
年越しプロレス（としこしプロレス）は、12月31日に後楽園ホールで開催されるイベントプロレス。

## 概要
- 後楽園ホールでのカウントダウンプロレスは2006年にインディーサミットとして開催。それまで年末年始の同ホールは日本テレビ系「欽ちゃん&香取慎吾の全日本仮装大賞」の収録が行われていたが、収録会場が幕張イベントホール（現在はTDCホール）に移ったため、スケジュールに余裕ができたこともあり実現した。
- その後もプロレスサミット、天下三分の計と形を変えながら毎年続けられたが、2010年は年越しプロレスとして札幌プロレスフェスタ5団体（大日本プロレス、DDTプロレスリング、プロレスリングFREEDOMS、KAIENTAI DOJO、アイスリボン）を中心に、30団体以上の集結を呼びかけた。なお、幹事は大日本が務める（年越しプロレス実行委員会の問い合わせ先電話番号が大日本横浜本社と同一）。
- 2010年大会終了後、実行委員のひとりであるDDT大社長高木三四郎が「自分たちがこの枠を手放したら、格闘技にとられちゃうかも」とのコメントを残して、年越しプロレスは恒例化されている[1]。
- 2010年及び2011年の参加団体の中にはプロレスリング・ノアやJWP女子プロレスも含まれており、2012年も全日本プロレスが参加している。一方、アパッチプロレス軍は代表者の金村キンタローが2008年に起こした強制猥褻事件の影響で、佐野直（国際プロレスプロモーション）は2006年のインディーサミットで関係者の顰蹙を買う行動を取った為、招聘団体から除外されている。

## 参加した団体、プロモーション
同一ラインカラーは母体と傘下のプロレス団体。
| 団体                             | 団体                                     | 10 | 11 | 12 | 13 | 14 | 15 | 16 | 17 | 18 | 19 | 20 | 21 |
| -------------------------------- | ---------------------------------------- | -- | -- | -- | -- | -- | -- | -- | -- | -- | -- | -- | -- |
|                                  | 大日本プロレス                           | ○  | ○  | ○  | ○  | ○  | ○  | ○  | ○  | ○  | ○  | ○  | ○  |
| 横浜プロレス（解散）             | ○                                        |    |    |    |    |    |    |    |    |    |    |    |    |
| 横浜マッスルファクトリー（解散） | ○                                        |    |    |    |    |    |    |    |    |    |    |    |    |
|                                  | DDTプロレスリング                        | ○  | ○  | ○  | ○  | ○  | ○  | ○  | ○  | ○  | ○  | ○  | ○  |
| DDT NEW ATTITUDE（解散）         |                                          |    |    |    |    | ○  | ○  | ○  |    |    |    |    |    |
| プロレスリングBASARA             |                                          |    |    |    |    | ○  | ○  | ○  |    | ○  |    |    |    |
| 新北京プロレス                   | ○                                        | ○  | ○  |    |    |    |    |    |    |    |    |    |    |
| ユニオンプロレス（解散）         | ○                                        | ○  | ○  | ○  | ○  |    |    |    |    |    |    |    |    |
|                                  | KAIENTAI-DOJO（2AWへ改称）               | ○  | ○  | ○  | ○  | ○  | ○  | ○  | ○  |    |    |    |    |
| ちばハッピープロレス（解散）     | ○                                        |    |    |    |    |    |    |    |    |    |    |    |    |
|                                  | 暗黒プロレス組織666                      | ○  | ○  | ○  | ○  | ○  | ○  | ○  | ○  | ○  | ○  |    |    |
|                                  | プロレスリングFREEDOMS                   | ○  | ○  | ○  |    |    |    |    |    |    |    |    | ○  |
|                                  | アイスリボン                             | ○  | ○  |    |    |    |    |    |    |    |    |    |    |
|                                  | プロレスリングSECRET BASE                | ○  | ○  | ○  |    |    |    |    |    |    |    |    |    |
|                                  | 大阪プロレス                             | ○  | ○  |    |    |    |    |    |    |    |    |    |    |
|                                  | U-FILE CAMP                              |    |    |    | ○  | ○  |    |    |    |    |    |    |    |
| STYLE-E                          | ○                                        | ○  |    |    |    |    |    |    |    |    |    |    |    |
|                                  | みちのくプロレス                         | ○  |    |    |    |    |    |    |    |    |    |    | ○  |
|                                  | スポルティーバエンターテイメント         | ○  | ○  | ○  |    |    |    |    |    |    |    |    |    |
| プロレスリング・チームでら       | ○                                        |    | ○  |    |    |    |    |    |    |    |    |    |    |
|                                  | ガッツワールドプロレスリング（解散）     | ○  | ○  |    |    |    |    |    |    |    |    |    |    |
|                                  | JWP女子プロレス（解散）                  | ○  | ○  |    |    |    |    |    |    |    |    |    |    |
|                                  | プロレスリング・ノア                     | ○  | ○  |    |    |    |    |    |    |    |    |    |    |
|                                  | 紅白プロレス合戦（解散）                 | ○  | ○  | ○  | ○  |    |    |    |    |    |    |    |    |
|                                  | オフィス華名（解散）                     | ○  | ○  |    |    |    |    |    |    |    |    |    |    |
|                                  | プロレスリングアライヴ&メジャーズ        | ○  |    |    |    |    |    |    |    |    |    |    |    |
|                                  | WWE                                      | ○  |    |    |    |    |    |    |    |    |    |    |    |
|                                  | パンクラス                               | ○  |    |    | ○  |    |    |    |    |    |    |    |    |
|                                  | ハナヤシキプロレスリング（解散）         | ○  |    |    |    |    |    |    |    |    |    |    |    |
|                                  | ダブプロレス                             | ○  |    |    |    |    |    |    |    |    |    |    |    |
|                                  | 西口プロレス                             | ○  |    |    |    |    |    |    |    |    |    |    |    |
|                                  | アキバプロレス                           | ○  |    |    |    |    |    |    |    |    |    |    |    |
|                                  | 北都プロレス                             | ○  |    |    |    |    |    |    |    |    |    |    |    |
|                                  | I.W.A.JAPAN                              | ○  |    |    |    |    |    |    |    |    |    |    |    |
|                                  | 押忍闘夢（解散）                         | ○  |    |    |    |    |    |    |    |    |    |    |    |
|                                  | SGP（解散）                              | ○  |    |    |    |    |    |    |    |    |    |    |    |
|                                  | 沖縄プロレス（活動休止）                 | ○  |    |    |    |    |    |    |    |    |    |    |    |
|                                  | プロフェッショナル・レスリング・ワラビー | ○  |    |    |    |    |    |    |    |    |    |    |    |
|                                  | 埼玉プロレス                             | ○  |    |    |    |    |    |    |    |    |    |    |    |
|                                  | 闘龍門JAPAN                              | ○  | ○  | ○  |    |    |    |    |    |    |    |    |    |
|                                  | 格闘探偵団バトラーツ（解散）             | ○  |    |    |    |    |    |    |    |    |    |    |    |
|                                  | 19時女子プロレス（解散）                 | ○  |    |    |    |    |    |    |    |    |    |    |    |
|                                  | DEP                                      |    | ○  |    |    |    |    |    |    |    |    |    |    |
|                                  | スターダム                               |    | ○  |    |    |    |    |    |    |    |    |    |    |
|                                  | CZW                                      |    | ○  | ○  | ○  |    |    |    |    |    |    |    |    |
|                                  | IWF                                      |    | ○  |    |    |    |    |    |    |    |    |    |    |
|                                  | 全日本プロレス                           |    |    | ○  |    |    |    | ○  |    |    |    |    | ○  |
|                                  | プロレスリング我闘雲舞                   |    |    | ○  |    |    |    |    |    |    |    |    |    |
|                                  | wXw                                      |    |    | ○  |    |    |    |    |    |    |    |    |    |
|                                  | WNC（解散）                              |    |    |    | ○  |    |    |    |    |    |    |    |    |
|                                  | WRESTLE-1（解散）                        |    |    |    |    |    |    | ○  |    |    |    |    |    |
|                                  | 東京愚連隊                               |    |    |    |    |    |    |    | ○  | ○  |    |    |    |
|                                  | #STRONG HEARTS                           |    |    |    |    |    |    |    |    |    | ○  |    |    |
|                                  | 2AW                                      |    |    |    |    |    |    |    |    |    |    | ○  |    |
|                                  | プロレスリングZERO1                      |    |    |    |    |    |    |    |    |    |    | ○  |    |
|                                  | プロレスリングHEAT-UP                    |    |    |    |    |    |    |    |    |    |    | ○  |    |

## 2010年

### 概要
- 2010年9月、札幌プロレスフェスタ記者会見の際に年越しプロレスの開催も発表。
- 正式大会名は、目指せ、30団体大集結!大晦日年越しプロレス2010 カウントダウンスペシャル!!だが、結果的に30団体以上の参加となった。
- 第3試合の「団体代表ワンナイトトーナメント2010」は時間切れとなった場合、じゃんけんで勝敗を決めていた。
- 第5試合の「レフェリー7人体制マッチ」は文字通り当初レフェリー7人で裁いていたが、レフェリー同士で揉めて収拾がつかず、リザーバーだった和田京平が加わり、最終的には8人となった。
- 大会の模様はFIGHTING TV サムライで録画中継されたが、ダーク・マッチは19時女子プロレスとして生中継された。

### 試合結果
| ■スペシャルダークマッチ 19時女子プロレスタッグマッチ | ■スペシャルダークマッチ 19時女子プロレスタッグマッチ       | ■スペシャルダークマッチ 19時女子プロレスタッグマッチ       | ■第1試合 女子6人タッグマッチ                                                                             | ■第1試合 女子6人タッグマッチ                | ■第1試合 女子6人タッグマッチ              | ■第2試合 若手6人タッグマッチ                      | ■第2試合 若手6人タッグマッチ                      | ■第2試合 若手6人タッグマッチ                      |
| 米山香織 ×帯広さやか | 9分35秒 滞空式ブレーンバスター                             | 志田光○ 藤本つかさ                                         | みなみ飛香 ○りほ つくし                                                                                  | 9分29秒 そうまとう                          | 真琴 星ハム子× バンビ                     | 関根龍一 ○塚本拓海 平田一喜                       | 8分52秒 逆エビ固め                                | 妻木洋夫× 彰人 吉野達彦                           |
| ■第3試合 誰が一番偉いんか、3分で決めたらええんや！団体代表ワンナイトトーナメント2010 |                                                            |                                                            | |                                             |                                           |                                                   |                                                   |                                                   |
| ×高木 1分33秒 前方回転エビ固め ポリジョイ○ | ×佐々木貴 時間切れ チョキ TAKA○                            | ○石川雄規 時間切れ グー 華名×                              | ○小鹿 1分48秒 首固め ガッツ×                                                                             | ○ボリジョイ 2分7秒 首固め TAKA×             | ○小鹿 時間切れ パー 石川雄規×             | ○ボリジョイ                                       | 時間切れ チョキ                                   | 小鹿 ×                                            |
| ■第4試合 蛍光灯6人タッグデスマッチ | ■第4試合 蛍光灯6人タッグデスマッチ                         | ■第4試合 蛍光灯6人タッグデスマッチ                         | ■第5試合 史上初！レフェリー7人体制マッチ                                                                 | ■第5試合 史上初！レフェリー7人体制マッチ    | ■第5試合 史上初！レフェリー7人体制マッチ  | ■第6試合 ジュニア8人タッグマッチ                  | ■第6試合 ジュニア8人タッグマッチ                  | ■第6試合 ジュニア8人タッグマッチ                  |
| ○伊東竜二 A・小林 稲松三郎 | 16秒22秒 ドラゴンスプラッシュ・オン・ザ・蛍光灯束          | 竹田誠志 木高イサミ 南野タケシ×                            | ×GENTARO                                                                                                 | 13分15秒 オースイ・スープレックス・ホールド | 大橋篤○                                   | 稔 梶トマト 神威 ×円華                            | 14分24秒 クロイツ・ラス                           | Kオメガ○ Tオースギ H千賀 HIROKI                   |
| ○伊東竜二 A・小林 稲松三郎 | 16秒22秒 ドラゴンスプラッシュ・オン・ザ・蛍光灯束          | 竹田誠志 木高イサミ 南野タケシ×                            | レフェリー■ 松井幸則、登坂栄児、李日韓 バーブ佐々木、木曽大介、ちはな陽子 佐藤淳一、和田京平(リザーバー) |                                             |                                           | 稔 梶トマト 神威 ×円華                            | 14分24秒 クロイツ・ラス                           | Kオメガ○ Tオースギ H千賀 HIROKI                   |
| ■第7試合 30団体シンボル物持ち込みランブル | ■第7試合 30団体シンボル物持ち込みランブル                  | ■第7試合 30団体シンボル物持ち込みランブル                  | ■第7試合 30団体シンボル物持ち込みランブル                                                                | ■第7試合 30団体シンボル物持ち込みランブル   | ■第7試合 30団体シンボル物持ち込みランブル | ■第8試合 ヘビー級スペシャルタッグマッチ           | ■第8試合 ヘビー級スペシャルタッグマッチ           | ■第8試合 ヘビー級スペシャルタッグマッチ           |
| ○FUNAKI | ○FUNAKI                                                    | 40分51秒 OTR                                               | 40分51秒 OTR                                                                                             | 男色ディーノ×                               | 男色ディーノ×                             | 火野裕士 ×入江茂弘                                | 12分11秒 バックドロップ                           | 森嶋猛○ 谷口周平                                  |
| 男色ディーノ「男性器コントローラー」、魁「牡蠣付しゃもじ」、趙雲子龍、「獅子頭」、パンダカーロボ「パンダカーロボ専用台車」、菊タロー「スマートフォン」、矢野啓太「ワラビー認定チャンピオンベルト」、ゴールデン・パイン「パイナップルとゴーヤ」、藤原秀旺「ヨーヨー」、小笠原和彦「トンファー」、忍「マスクドバディー」、佐藤光留「世界佐藤級チャンピオンベルトと総合格闘技の勝利者トロフィー」、諸橋晴也「ゴムチューブ」、関本大介「ダンベル」、ばってん多摩川「爆笑ネタ」、ベアー福田「清水基嗣」、ダイスケ「GWGチャンピオンベルト」、ヤス久保田、ヒデ久保田「赤味噌＆ういろう」、葛西純「佐々木貴のコスチューム」、米山香織「JWP認定無差別級チャンピオンベルト」、帯広さやか「パソコンキーボード」、"黒天使"沼澤邪鬼「パイプイス」、リッキー・フジ「エアギター」、都宮ちい「拡声器」、シャイニングタイガービッグバディ「東京スポーツ制定2010年度プロレス大賞新人賞トロフィー」、マリーンズマスク「フラッグ」、ウルトラマンロビン「怪獣」、ちーばマン「ちーば君人形」、剣舞「刀」、政宗「タコ焼き」、柴田正人「ハンバーガー」、バラモン兄弟（シュウ・ケイ）「大鷲透の生首」、松田慶三「IWA認定ヘビー級チャンピオンベルト」、サバイバル飛田「メガホン」、FUNAKI「凶器なし」 |                                                            |                                                            | |                                             |                                           | 火野裕士 ×入江茂弘                                | 12分11秒 バックドロップ                           | 森嶋猛○ 谷口周平                                  |
| ルール:3カウントフォール、ギブアップ、オーバー・ザ・トップロープ。1分毎に1名入場し、1分以内にリングインしない場合は失格。その際に公認凶器として各団体を象徴する団体シンボルを持ってくる。 |                                                            |                                                            | |                                             |                                           | 火野裕士 ×入江茂弘                                | 12分11秒 バックドロップ                           | 森嶋猛○ 谷口周平                                  |
| ■メインイベント イリミネーション10人タッグマッチ |                                                            |                                                            | |                                             |                                           |                                                   |                                                   |                                                   |
| HARASHIMA ×石川修司 佐々木義人 フジタ"Jr"ハヤト さくらえみ | HARASHIMA ×石川修司 佐々木義人 フジタ"Jr"ハヤト さくらえみ | HARASHIMA ×石川修司 佐々木義人 フジタ"Jr"ハヤト さくらえみ | 31分49秒 29歳                                                                                            | 31分49秒 29歳                               | 31分49秒 29歳                             | 真霜拳號 宮本裕向 マンモス佐々木○ 澤宗紀 田村和宏 | 真霜拳號 宮本裕向 マンモス佐々木○ 澤宗紀 田村和宏 | 真霜拳號 宮本裕向 マンモス佐々木○ 澤宗紀 田村和宏 |
| ×HARA 14分4秒 OTR 田村○ | ○石川 17分26秒 OTR 田村×                                   | ×ハヤト 19分12秒 OTR 澤宗紀○                               | ×さくら 23分51秒 両OTR 真霜×                                                                             | ○義人 25分38秒 OTR 澤宗紀×                  | ×義人 26分17秒 ファイヤーサンダー 宮本○   | ○石川                                             | 27分43秒 スプラッシュマウンテン                   | 宮本×                                             |

同日2010年12月31日に行われたプロレス興行。▲は興行内カウントダウン。
- NEO女子プロレス最終興行（後楽園ホール）
- グラン浜田自主興行「夢の架け橋-2010-」（新木場1stRING・昼）
- ▲「666&スタンリー3&CPE合同興行-」（新木場1stRING）
- 大阪プロレス（大阪MOVEオンアリーナ）

## 2011年

### 概要
- 2011年は、FIGHTING TV サムライ開局15周年として開かれることが同年9月28日に発表され、主に同局の番組「インディーのお仕事」で取り上げられる団体が集結する。
- 前出の通りFIGHTING TV サムライ開局記念興行として開催されたため、今回は同局による生中継が実施された。
- また、興行内で「日本インディー大賞」の受賞者発表並びに表彰式も執り行われた。同年を以って引退したMVPの澤宗紀はコスチューム姿で登場してタイツ・レガースを脱ぎ捨てて客席に投げた後、スーツに着替えてリングで表彰を受けた。一方、ベストバウトのディック東郷は国内引退により海外に身を置いていたため、帰国後の2012年10月のDDT後楽園大会にて表彰。
- 同年に旗揚げされたスターダムが今回新たに参加団体に加わった。

### 試合結果
| 第0試合 ■19時男子プロレス (1/19) |                                                         | |
| (FREEDOMS)○ジ・ウィンガー 円華 | 12分28秒 オキャノンボム→片エビ固め                      | ヤス・ウラノ(DDT) オーウェン・フェニックス× |
| 第1試合 ■若手6人タッグマッチ (1/15) |                                                         | |
| (ユニオン) 福田洋 (DEP) ○杉浦透 (STYLE-E) 那須晃太郎 | 08分23秒 ミサイルキック→片エビ固め                      | 大谷将司 (BJW) 佐々木大地 (みちのく) ダイナ御堂× |
| 第2試合 ■新世代イケメンマッチ〜ヤングテイオー杯 (1/20) |                                                         | |
| (DDT) 高尾蒼馬 (K-DOJO) ヒロ・トウナイ (大阪) ○HAYATA (BJW) 塚本拓海 | 09分12秒 ムーンサルトプレス→片エビ固め                  | 小川内潤 (Sベース) 沖本摩幸 彰人 (スポルティーバ) Kouzy× (666) |
| 第3試合 ■チャレンジ6人タッグマッチ (1/20) |                                                         | |
| (BJW)佐々木義人 (FREEDOMS)GENTARO (DDT)○HARASHIMA | 10分59秒 蒼魔刀→片エビ固め                              | 田村和宏(STYLE-E) 神威(FREEDOMS) 清水基嗣×(Sベース) |
| 第4試合 ■男色ディーノプロデュース～笑っても怒ってもいけないプロレス |                                                         | |
| (DDT)○男色ディーノ | 22分14秒 男色ドライバー→漢固め                          | 米山香織×(JWP) |
| 忍 (666)、カラテバラモン (紅白)、遠藤マメ (666)、ガッツ石島 (ガッツワールド)、紫雷美央 (トリプルテイルズ.S)、大橋あっくん (BJW)、梶トマト(K-DOJO)、梶ゴボウ、梶ポトフ、スパーク青木 (Sベース) 特別レフェリー:岡林裕二(BJW) 叩かれた代表者:登坂栄児(BJW社長)、TAKAみちのく(K-DOJO代表)、高木三四郎(DDT大社長) |                                                         | |
| 第5試合 ■サムライTV開局15周年記念特別試合ガントレットタッグマッチ |                                                         | |
| (BJW) ○グレート小鹿 ○アントーニオ本多 | 4分36秒 OTR                                             | ヤンキー二丁拳銃 宮本裕向× (666)＆木高イサミ (ユニオン) |
| CHANGO アミーゴ鈴木 | さくらえみ (アイスリボン) マサ高梨 (DDT)                | 高木三四郎 (ユニオン) TAKAみちのく (K-DOJO) |
| 趙雲子龍 (新北京) ダイナスティ (666) | 川崎葛飾最強伝説(スターダム) 世IV虎＆夏樹☆たいよう      | 045邪猿気違's 葛西純 (FREEDOMS)＆"黒天使"沼澤邪鬼 (BJW) |
| Speed Of Sounds(紅白) ツトム・オースギ＆ヘラクレス千賀 | 旭志織 (K-DOJO) 大石真翔 (DDT)                          | 久保田ブラザーズ(スポルティーバ) ヒデ久保田＆ヤス久保田 |
| 原田大輔 (大阪) 小峠篤司 (大阪) | バラモン兄弟 バラモン・シュウ＆バラモン・ケイ           | 竹田誠志 (STYLE-E) 佐々木大輔 (DDT) |
| シャドウWX (BJW) 山川竜司 (BJW) |                                                         | |
| 第六試合 ■蛍光灯タッグデスマッチ (1/30) |                                                         | |
| (BJW)伊東竜二 (FREEDOMS)○佐々木貴 | 15分27秒 右脚with蛍光灯→片エビ固め                      | アブドーラ小林(BJW) 大家健×(ユニオン) |
| 第七試合 ■チャレンジマッチ (1/45) |                                                         | |
| (ガッツワールド) ×吉野達彦 | 14分11秒 不知火→片エビ固め                              | 丸藤正道○ (NOAH) |
| 第八試合 ■タッグマッチ (1/60) |                                                         | |
| (BJW)○関本大介 (ユニオン)石川修司 | 16分32秒 ジャーマンスープレックスホールド               | 真霜拳號(K-DOJO) 関根龍一×(K-DOJO) |
| ボーナストラック ■新春大家健vs関根龍一によるインディープロレス界全体を巻き込んだ大戦争 (1/無) |                                                         | |
| 円華、大谷将司 佐々木大地、ダイナ御堂 ヒロ・トウナイ、塚本拓海 高尾蒼馬、HAYATA GENTARO、HARASHIMA CHANGO、アミーゴ鈴木 夏樹☆たいよう、世IV虎 葛西純、"黒天使"沼澤邪鬼 旭志織、大石真翔 ヒデ久保田、ヤス久保田 竹田誠志、佐々木大輔 グレート小鹿、アントーニオ本多 大家健、石川修司 関本大介、大橋篤 マスクド・バディ、スパーク青木 ガッツ石島、諸橋晴也 梶ゴボウ、梶ポトフ 梶ポトフ2、橋本和樹 平田一喜、○アブドーラ小林 | 8分17秒 ダイビングバカチンガーエルボードロップ→エビ固め | 趙雲子龍×、ヤス・ウラノ オーフェン・フェニックス、福田洋 杉浦透、那須晃太郎 小川内潤、彰人 沖本摩幸、田村和宏 神威、清水基嗣 TAKAみちのく、高木三四郎 さくらえみ、リボン高梨 ダイナスティ、ツトム・オースギ Mr.PUSSY、小峠篤司 シャドウWX、山川竜司 宮本裕向、木高イサミ 佐々木貴、伊東竜二 吉野達彦、真霜拳號 男色ディーノ、梶トマト 遠藤マメ、カラテバラモン 紫雷美央、米山香織 岡林裕二、カルロス |

同日2011年12月31日に行われたプロレス興行。▲は興行内カウントダウン。
- ▲ DREAM & IGF 「元気ですか!! 大晦日!! 2011」(さいたまスーパーアリーナ)
- ▲ 佐野直年越し興行 「スタンリーT」(東京・新木場1stRing)
- ▲ 大阪プロレス 「大晦日ホリデーパラダイス」(大阪・ミナミMoveOnアリーナ)
- 沖縄プロレス (沖縄・デルフィンアーナ国際通り)
- アイスリボン 「アイスリボン365 大晦日リボン」(埼玉・アイスリボン道場)
- DDT 「NEVER MIND 2011」(後楽園ホール・昼)
- アパッチプロレス軍 「1周年記念興業」(東京・新木場1stRing・夕)

## 2012年

### 概要
- 2012年も年越しプロレスを開催することが6月27日に発表された[2]。
- 今回はDDTが15周年、K-DOJOが10周年、後楽園ホールも50周年を迎えたこと、さらに新日本プロレス・全日本プロレスの40周年も意識して「○周年」にこだわり、BJW（18周年）を含めた参加団体と後楽園ホールを足して「100周年」になるよう（BJW+DDT+K-DOJO+後楽園で93周年）、7年くらいの他団体に参加を呼びかけた。
- 大会リーダーにはデビュー10周年となったK-DOJOの旭志織が就任。公認サポーターをユニオンの福田洋が務める。
- 今大会はBJW・DDT・K-DOJOの3団体対抗戦を軸として、一部試合ダブルリングを導入（直前の天下三分の計福岡大会でも導入）。メインリングは前日30日夜のBJW後楽園大会でBJWが搬入し、そのまま31日昼のアイスリボン後楽園で使用後、DDTが用意したサブリングを北側に横付けする形で置かれた。また、オリンピックイヤーということもあり、プロレス以外の対抗戦も組まれ、外国人選手も参戦した。
- 前回同様日本インディー大賞の表彰式も興行内で執り行われた。
- リングアナウンサーも3団体から計5名が参加。このうち今井良晴（BJWセミレギュラー・元全日本女子）・平岩豪（K-DOJO・元FMW）は初参加となる。
- ガンドレットタッグマッチのGET WILD（大森隆男&征矢学）参加は試合まで明らかにされなかった。

### 試合結果
| ダークマッチ プロレス五輪 |                                                        |                                                         |
| ×クリス・トランス | 3分40秒 メスカル                                       | アミーゴ鈴木○                                           |
| ガブリエル・ウルフ、ジョナトン・バタ、ネグロ・フエゴ、趙雲子龍 |                                                        |                                                         |
| ダークマッチ ミックスドタッグマッチ |                                                        |                                                         |
| (ユニオン) チェリー (DDT) ×遠藤哲哉 | 5分8秒 ファイアーボム・コンボ→エビ固め                 | マッド・ドッグ ビクセン○                                |
| 3団体対抗戦 大日本 vs DDT シングルマッチ |                                                        |                                                         |
| (BJW) ×橋本和樹 | 7分40秒 ボマイェ→片エビ固め                            | 高尾蒼馬○ (DDT)                                         |
| 3団体対抗戦 大日本 vs K-DOJO タッグマッチ |                                                        |                                                         |
| (BJW) ○石川晋也 (666) 忍 | 9分44秒 卍固め                                         | 滝澤大志 (K-DOJO) 佐藤悠己× (K-DOJO)                    |
| 3団体対抗戦 DDT vs K-DOJO 6人タッグマッチ |                                                        |                                                         |
| (DDT) MIKAMI (DDT) マサ高梨 (スポルティーバ) ×彰人 | 8分26秒 みちのくドライバーII→片エビ固め                | TAKAみちのく○ (K-DOJO) 柏大五郎 (K-DOJO) PSYCHO         |
| プロレス以外の対抗戦 |                                                        |                                                         |
| |                                                        |                                                         |
| 3団体認定シンデレラ級王座 |                                                        |                                                         |
| (Sベース) ○清水基嗣 | 15分8秒 エビ固め                                       | 大石真翔× (DDT)                                         |
| 大家健 (ユニオン)、ジ・ウィンガー (FREEDOMS)、バンビ (K-DOJO)、松永智充 (DDT)、カラテバラモン さくらえみ (我闘雲舞)、リッキー・フジ (K-DOJO)、ヤス・ウラノ (DDT)、大橋篤 (BJW)、遠藤マメ (666) |                                                        |                                                         |
| WHCTLC(ダブルリング・ハード・コア・テーブル・ラダー・チェアマッチ)6人タッグマッチ |                                                        |                                                         |
| (BJW) "黒天使"沼澤邪鬼 (CZW) ダニー・ハボック (K-DOJO) ×稲松三郎 | 11分37秒 足場からのエルボードロップ→片エビ固め         | 竹田誠志 (U-FILE) 星誕期 (DDT) MASADA○ (CZW)            |
| ガンドレットタッグマッチ |                                                        |                                                         |
| (AJP) ○大森隆男 (AJP) 征矢学 | 13秒 OTR                                               | 高木三四郎× (DDT) アブドーラ小林 (BJW)                  |
| アントーニオ本多 佐々木大輔 | めんそ〜れ親父 ゴールデン・パイン                      | バラモン・シュウ バラモン・ケイ                         |
| ツトム・オースギ (紅白) ヘラクレス千賀 (紅白) | 入江茂弘 (でら) 石井慧介 (DDT)                         | トミー・エンド (wXw) マイケル・ダンテ (wXw)             |
| 蛍光灯6人タッグデスマッチ |                                                        |                                                         |
| (BJW) 伊東竜二 (CZW) ドレイク・ヤンガー (K-DOJO) ×関根龍一 | 18分35秒 ファイアーサンダー→片エビ固め                 | 宮本裕向○ (666) 木高イサミ (ユニオン) 塚本拓海 (BJW)    |
| スペシャルシングルマッチ |                                                        |                                                         |
| ○西村修 | 9分15秒 スピニング・トーホールド                       | 福田洋× (ユニオン)                                      |
| 6人タッグマッチ |                                                        |                                                         |
| (BJW) ○関本大介 (K-DOJO) 火野裕士 (ユニオン) 石川修司 | 9分59秒 ジャーマンスープレックスホールド               | 妻木洋夫 (ユニオン) 神谷英慶 (BJW) タンク永井× (K-DOJO) |
| 3団体対抗戦 大日本 vs DDT vs K-DOJO 3WAYタッグマッチ |                                                        |                                                         |
| (DDT) ○HARASHIMA (DDT) 男色ディーノ | 16分39秒 蒼魔刀→体固め                                 | 真霜拳號 (K-DOJO) 旭志織× (K-DOJO)                      |
| もう1組は佐々木義人 (BJW)・岡林裕二 (BJW) |                                                        |                                                         |
| ボーナストラック 2013年残ってる人全員参加特別試合 |                                                        |                                                         |
| ○アブドーラ・小林 | 4分5秒 ダイビング・バカチンガーエルボードロップ→体固め | 旭志織×                                                 |

同日2012年12月31日に行われたプロレス興行。▲は興行内カウントダウン。
- アイスリボン「RIBONNMANIA2012」(後楽園ホール・昼)
- IGF「INOKI BOM-BA-YE 2012」(両国国技館)
- 佐野直自主興行「大晦日佐野直祭り」(新木場1stRING)
- プロレスリング我闘雲舞「Gatoh-Move Japan Tour第16戦」(南海記念診療所)

## 2013年

### 概要
- 2013年大会は、DDT、BJW、K-DOJOの3団体から16名が参加する団体対抗戦のワンナイトトーナメントを開催[3]。1回戦および2回戦は10分一本勝負、準決勝は15分一本勝負、決勝は時間無制限一本勝負で行われる。準決勝までは時間切れの場合、1カウントルールでの延長戦を行う。なお、準決勝以降のカードは2回戦終了後の抽選で決定される。
- アントニーオ本多はDDT枠・竹田誠志はBJW枠・KAZMA SAKAMOTOはK-DOJO枠として出場。
- 橋本和樹は遠藤哲哉・福田洋・タンク永井と若手枠としてトーナメントで争い、決勝で福田洋を破り出場。
- 当初出場予定だった火野裕士は負傷からの回復が遅れ欠場し、梶トマトが代替出場。また関本大介が右ひざ負傷のため急遽欠場し、伊東竜二が代替出場。
- HARASHIMAはアイアンマンヘビーメタル級王座を保持していたため、試合はすべてタイトルマッチとして行われた。

### 対戦カード
| 天下統一!三団体最強決定トーナメント一回戦 Aブロック 10分1本勝負 |                                                            |                                   |
| (BJW) ○伊東竜二 | 7分57秒 ドラゴンスプラッシュ→体固め                        | アントーニオ本多×                 |
| 天下統一!三団体最強決定トーナメント一回戦 Aブロック 10分1本勝負 |                                                            |                                   |
| (DDT) ○入江茂弘 | 2分33秒 フライングソーセージ→片エビ固め                    | 梶トマト×(K-DOJO)                 |
| 天下統一!三団体最強決定トーナメント一回戦 Bブロック 10分1本勝負 |                                                            |                                   |
| (BJW) ×石川晋也 | 10分時間切れ延長戦0分56秒 逆さ抑え込み                     | 旭志織○ (K-DOJO)                  |
| 天下統一!三団体最強決定トーナメント一回戦 Bブロック 10分1本勝負 |                                                            |                                   |
| (K-DOJO) ×関根龍一 | 5分23秒 パワーボム→エビ固め                                | 岡林裕二○ (BJW)                   |
| 天下統一!三団体最強決定トーナメント一回戦 Cブロック 10分1本勝負 |                                                            |                                   |
| (DDT) ○HARASHIMA | 8分18秒 蒼魔刀→体固め                                      | KAZMA SAKAMOTO×                   |
| 天下統一!三団体最強決定トーナメント一回戦 Cブロック 10分1本勝負 |                                                            |                                   |
| (DDT) ○ヤス・ウラノ | 10分時間切れ延長戦1分32秒 首固め                           | 橋本和樹× (BJW)                   |
| 天下統一!三団体最強決定トーナメント一回戦 Dブロック 10分1本勝負 |                                                            |                                   |
| (DDT) ×石井慧介 | 8分14秒 ジャーマンスープレックスホールド                   | 竹田誠志○ (U-FILE)                |
| 天下統一!三団体最強決定トーナメント一回戦 Dブロック 10分1本勝負 |                                                            |                                   |
| (BJW) ×河上隆一 | 7分35秒 真剣→片エビ固め                                    | 真霜拳號○ (K-DOJO)                |
| 蛍光灯4WAYタッグデスマッチ |                                                            |                                   |
| (ユニオン) 木高イサミ (666) ○宮本裕向 | 13分45秒 ダイビングダブルニードロップwith蛍光灯→片エビ固め | MASADA (CZW) 高橋匡哉× (WNC)      |
| あと2組は石川修司 (ユニオン)・稲松三郎 (K-DOJO)、(BJW) 塚本拓海・(CZW) ダニー・ハボック |                                                            |                                   |
| 天下統一!三団体最強決定トーナメント二回戦 Aブロック 10分1本勝負 |                                                            |                                   |
| ○伊東竜二 | 6分34秒 横入り式エビ固め                                   | 入江茂弘×                         |
| 天下統一!三団体最強決定トーナメント二回戦 Bブロック 10分1本勝負 |                                                            |                                   |
| ○旭志織 | 10分時間切れ延長戦2分27秒 後方回転エビ固め                 | 岡林裕二×                         |
| 天下統一!三団体最強決定トーナメント二回戦 Cブロック 10分1本勝負 |                                                            |                                   |
| ○HARASHIMA | 4分47秒 エビ固め                                           | ヤス・ウラノ×                     |
| 天下統一!三団体最強決定トーナメント二回戦 Dブロック 10分1本勝負 |                                                            |                                   |
| ×竹田誠志 | 7分27秒 無道                                               | 真霜拳號○                         |
| 男色ディーノプロデュースマッチ |                                                            |                                   |
| (BJW) ○大橋篤 | 27分20秒 OTR                                               | ツトム・オースギ× ヘラクレス千賀× |
| 出場選手（入場順）：中澤マイケル (DDT)、星野勘九郎 (BJW)、リッキー・フジ (K-DOJO)、バラモン・シュウ、バラモン・ケイ、佐藤光留 (パンクラス)、KUDO (DDT)、"黒天使"沼澤邪鬼 (BJW)、大石真翔 (DDT)、福田洋 (ユニオン)、大橋篤 (BJW)、高尾蒼馬 (DDT)、稲葉雅人、ヒロ・トウナイ (K-DOJO)、ツトム・オースギ、ヘラクレス千賀、ジェイク・クリスト、デイブ・クリスト |                                                            |                                   |
| 天下統一!三団体最強決定トーナメント準決勝 15分1本勝負 |                                                            |                                   |
| ×旭志織 | 15分時間切れ延長戦0分29秒 蒼魔刀→エビ固め                  | HARASHIMA○                        |
| 天下統一!三団体最強決定トーナメント準決勝 15分1本勝負 |                                                            |                                   |
| ×伊東竜二 | 4分39秒 垂直落下式ブレーンバスター→体固め                  | 真霜拳號○                         |
| 天下統一!三団体最強決定トーナメント決勝戦 時間無制限1本勝負 |                                                            |                                   |
| ○HARASHIMA | 17分27秒 スワンダイブ式蒼魔刀→体固め                       | 真霜拳號×                         |

同日2013年12月31日に行われるプロレス興行。▲は興行内カウントダウン。
- アイスリボン「RIBONNMANIA2013」(後楽園ホール・昼)
- IGF「INOKI BOM-BA-YE 2013」(両国国技館)
- 世界プロレス協会「旗揚げ戦」(新木場1stRING・昼)
- プロレス佐野魂「旗揚げ戦」(新木場1stRING・夕)
- プロレスリング我闘雲舞「Gatoh-Move Japan Tour第82戦」(市ヶ谷チョコレート広場)
- 道頓堀プロレス「カウントダウン興行」 (道頓堀アリーナ)

## 2014年

### 概要
- 2014年は全試合「天下統一!三団体最強タッグ決定トーナメント」として3団体のタッグチーム16チームによるワンデートーナメントを実施。1回戦および2回戦は10分一本勝負、準決勝は15分一本勝負、決勝は時間無制限一本勝負で行われる。準決勝までは時間切れの場合、1カウントルールでの延長戦を行う。なお、準決勝以降のカードは2回戦終了後の抽選で決定される。
- 当初出場予定だった男色ディーノがヘルニアのため欠場し、アントーニオ本多が代替出場。
- 伊東・沼澤組の1・2回戦は相手組の承諾を得てハードコアマッチとして実施。準決勝は宮本・木高組も要望したことにより蛍光灯デスマッチで実施。

### 対戦カード
| 一回戦 10分1本勝負                                                |                                                        |                                                                         |
| （ヤンキー二丁拳銃） (666) 宮本裕向 (ユニオンプロレス)○木高イサミ | 7分2秒 ヨーロピアンクラッチ                            | （酒呑童子） KUDO(DDT) 坂口征夫×(DDT)                                   |
| 一回戦 10分1本勝負                                                |                                                        |                                                                         |
| （チーム・ドリーム・フューチャーズ） (DDT)入江茂弘 (DDT)×高尾蒼馬 | 6分48秒 サボテンの花→エビ固め                          | 大石真翔○(DDT) 旭志織(K-DOJO)                                           |
| 一回戦 10分1本勝負                                                |                                                        |                                                                         |
| (BJW)河上隆一 (BJW)×橋本和樹                                      | 7分43秒 Fuking Bomb→体固め                             | （Wユージ） 火野裕士○(K-DOJO) 岡林裕二(BJW)                             |
| 一回戦 10分1本勝負                                                |                                                        |                                                                         |
| （Bozz連合） (K-DOJO)稲松三郎 (K-DOJO)×関根龍一                   | 6分7秒 ジャーマンスープレックスホールド                | 関本大介○(BJW) アントーニオ本多                                         |
| 一回戦 10分1本勝負                                                |                                                        |                                                                         |
| （凶月） (K-DOJO)○真霜拳號 (K-DOJO)タンク永井                     | 10分時間切れ延長戦0分4秒 ジャンピングハイキック→体固め | （平成極道コンビ） 星野勘九郎(BJW) 稲葉雅人×                            |
| 一回戦 ハードコアマッチ 10分1本勝負                               |                                                        |                                                                         |
| (BJW)○伊東竜二 (BJW)"黒天使"沼澤邪鬼                              | 10分時間切れ延長戦2分51秒 ドラゴンキッカー→体固め      | （ハッピーモーテル） 竹下幸之介(DDT) 遠藤哲哉×(DDT)                     |
| 一回戦 10分1本勝負                                                |                                                        |                                                                         |
| （スマイルスカッシュ） (DDT)○HARASHIMA (DDT)ヤス・ウラノ          | 7分16秒 蒼魔刀→踏みつけ式体固め                        | （バラモン兄弟+セコンド植木嵩行(BJW)） バラモン・シュウ バラモン・ケイ× |
| 一回戦 10分1本勝負                                                |                                                        |                                                                         |
| (K-DOJO)TAKAみちのく X→(BJW)○グレート小鹿                         | 5分4秒 餅固め                                          | （GET MILD） 高木三四郎×(DDT) アブドーラ小林(BJW)                       |
| 二回戦 10分1本勝負                                                |                                                        |                                                                         |
| 宮本裕向 ○木高イサミ                                              | 1分33秒 勇脚→エビ固め                                  | 大石真翔× 旭志織                                                        |
| 二回戦 10分1本勝負                                                |                                                        |                                                                         |
| ○火野裕士 岡林裕二                                                | 8分53秒 ゴーレムスプラッシュ→片エビ固め                | 関本大介 アントーニオ本多×                                              |
| 二回戦 ハードコアマッチ 10分1本勝負                               |                                                        |                                                                         |
| 真霜拳號 ×タンク永井                                              | 6分30秒 横入り式エビ固め                               | 伊東竜二 “黒天使”沼澤邪鬼○                                              |
| 二回戦 10分1本勝負                                                |                                                        |                                                                         |
| HARASHIMA ○ヤス・ウラノ                                           | 10分時間切れ延長戦0分38秒 横入り式エビ固め             | TAKAみちのく グレート小鹿×                                              |
| 準決勝 15分1本勝負                                                |                                                        |                                                                         |
| 火野裕士 ○岡林裕二                                                | 13分46秒 ゴーレムスプラッシュ→片エビ固め               | HARASHIMA ヤス・ウラノ×                                                 |
| 準決勝 蛍光灯デスマッチ 15分1本勝負                               |                                                        |                                                                         |
| ○宮本裕向 木高イサミ                                              | 10分11秒 ファイアーサンダー→片エビ固め                 | 伊東竜二 “黒天使”沼澤邪鬼×                                              |
| 決勝 時間無制限1本勝負                                            |                                                        |                                                                         |
| ○宮本裕向 木高イサミ                                              | 13分30秒 ムーンサルトプレス→片エビ固め                 | 火野裕士 岡林裕二×                                                      |

## 2015年

### 概要
- 2015年は全試合「年忘れ!三団体シャッフルタッグトーナメント」として3団体所属・参戦選手のシャッフルタッグ16チームによるワンデートーナメントを実施。1回戦および2回戦は10分一本勝負、準決勝は15分一本勝負、決勝は時間無制限一本勝負で行われる。準決勝までは時間切れの場合、1カウントルールでの延長戦を行う。なお、準決勝以降のカードは2回戦終了後の抽選で決定される。
- タッグの組み合わせは3団体の話し合いにより決定。

### 対戦カード
| 一回戦 10分1本勝負                                   |                                                               |                                                     |
| (DDT)○高木三四郎 (BJW)植木嵩行 withベット・イン      | 8分57秒 ラ・マヒストラル                                      | グレート小鹿(BJW) 遠藤哲哉×(DDT)                    |
| 一回戦 10分1本勝負                                   |                                                               |                                                     |
| ○バラモン・シュウ ○バラモン・ケイ withカラテバラモン | 5分38秒 シュウが平田、ケイが梶に横入り式エビ固め              | 梶トマト×(K-DOJO) 平田一喜×(DDT)                    |
| 一回戦 10分1本勝負                                   |                                                               |                                                     |
| (DDT)○HARASHIMA (666)宮本裕向                        | 8分31秒 蒼魔刀→片エビ固め                                     | 樋口和貞(DNA) 宇藤純久×(BJW)                        |
| 一回戦 10分1本勝負                                   |                                                               |                                                     |
| (BJW)"黒天使"沼澤邪鬼 ×アントーニオ本多              | 10分時間切れ延長戦1分56秒 サボテンの花→エビ固め               | 大石真翔○(DDT) 旭志織(K-DOJO)                       |
| 一回戦 10分1本勝負                                   |                                                               |                                                     |
| (K-DOJO)タンク永井 (BJW)×アブドーラ小林              | 7分40秒 岡林がディーノに逆水平チョップ→倒れたディーノが体固め | 岡林裕二(BJW) 男色ディーノ○(DDT)                    |
| 一回戦 10分1本勝負                                   |                                                               |                                                     |
| (BJW)○関本大介 (DDT)竹下幸之介                       | 10分時間切れ延長戦1分59秒 ジャーマンスープレックスホールド    | 入江茂弘(DDT) 神谷ヒデヨシ×(BJW)                    |
| 一回戦 10分1本勝負                                   |                                                               |                                                     |
| (BJW)伊東竜二 (K-DOJO)○関根龍一                      | 4分6秒 龍切→片エビ固め                                        | TAKAみちのく(K-DOJO) 菊田一美×(BJW)                 |
| 一回戦 10分1本勝負                                   |                                                               |                                                     |
| (K-DOJO)○真霜拳號 (BASARA)木高イサミ                 | 9分13秒 垂直落下式ブレーンバスター→片エビ固め                 | 坂口征夫(DDT) 橋本和樹×(BJW)                        |
| 二回戦 10分1本勝負                                   |                                                               |                                                     |
| 高木三四郎 ×植木嵩行 withベッド・イン                | 6分40秒 ゾンビキング→片エビ固め                               | バラモン・シュウ バラモン・ケイ○ withカラテバラモン |
| 二回戦 10分1本勝負                                   |                                                               |                                                     |
| HARASHIMA ○宮本裕向                                  | 2分35秒 HARASHIMAの蒼魔刀→宮本の体固め                        | 大石真翔× 旭志織                                    |
| 二回戦 10分1本勝負                                   |                                                               |                                                     |
| 岡林裕二 ×男色ディーノ                               | 10分35秒 ジャーマンスープレックスホールド                     | 関本大介 竹下幸之介○                                |
| 二回戦 10分1本勝負                                   |                                                               |                                                     |
| 伊東竜二 ×関根龍一                                   | 6分55秒 ヨーロピアンクラッチ                                  | 真霜拳號 木高イサミ○                                |
| 準決勝 15分1本勝負                                   |                                                               |                                                     |
| HARASHIMA ○宮本裕向                                  | 9分20秒 HARASHIMAの蒼魔刀→宮本のエビ固め                      | バラモン・シュウ バラモン・ケイ× withカラテバラモン |
| 準決勝 15分1本勝負                                   |                                                               |                                                     |
| 真霜拳號 ×木高イサミ                                 | 13分39秒 ジャーマンスープレックスホールド                     | 関本大介 竹下幸之介○                                |
| 決勝 時間無制限1本勝負                               |                                                               |                                                     |
| ○関本大介 竹下幸之介                                 | 17分48秒 ジャーマンスープレックスホールド                     | HARASHIMA 宮本裕向×                                 |

## 2016年

### 概要
- 2016年は「年忘れ!五団体シャッフルタッグトーナメント」として、DDT、BJW、K-DOJO、全日本プロレス、WRESTLE-1の5団体所属・参戦選手によるシャッフルタッグの16チームで争うワンデートーナメントを実施。

### 対戦カード
| 第1試合 トーナメント1回戦 10分一本勝負                  |                                              |                                        |
| (DDT)坂口征夫 (BJW)○橋本大地                            | 8分3秒 シャイニング・ウィザード→エビ固め     | バラモン・シュウ バラモン・ケイ×       |
| 第2試合 トーナメント1回戦 10分一本勝負                  |                                              |                                        |
| (AJPW)野村直矢 (DNA)×岩崎孝樹                           | 8分30秒 ビーストボンバー→片エビ固め          | 真霜拳號(K-DOJO) 入江茂弘○(DDT)        |
| 第3試合 トーナメント1回戦 10分一本勝負                  |                                              |                                        |
| （ヤンキー二丁拳銃） (BASARA) 木高イサミ (666)○宮本裕向 | 7分12秒 体固めwithカメラ                     | グレート小鹿(BJW) ジョーイ・ライアン×  |
| 第4試合 トーナメント1回戦 10分一本勝負                  |                                              |                                        |
| (K-DOJO)吉田綾斗 ×野村卓矢(BJW)                         | 8分42秒 アルゼンチン・バックブリーカー       | 岡林裕二○(BJW) 黒潮"イケメン"二郎(W-1) |
| 第5試合 トーナメント1回戦 10分一本勝負                  |                                              |                                        |
| (BJW)×関本大介 (DDT)HARASHIMA                           | 10分時間切れ延長戦1分30秒 横入り式エビ固め   | 樋口和貞(DNA) 宇藤純久○(BJW)           |
| 第6試合 トーナメント1回戦 10分一本勝負                  |                                              |                                        |
| (W-1)○征矢学 (BJW)植木嵩行                              | 4分11秒 横入り式エビ固め                     | 高木三四郎×(DDT) アブドーラ・小林(BJW) |
| 第7試合 トーナメント1回戦 10分一本勝負                  |                                              |                                        |
| (DDT)佐々木大輔 (K-DOJO)×佐藤悠己                       | 10分時間切れ延長戦0分32秒 腕ひしぎ逆十字固め | 青木篤志○(AJPW) 橋本和樹(BJW)          |
| 第8試合 トーナメント1回戦 10分一本勝負                  |                                              |                                        |
| (W-1)カズ・ハヤシ (DDT)×男色ディーノ                    | 9分38秒 ジャーマン・スープレックス・ホールド | 神谷英慶(BJW) 竹下幸之介○(DDT)         |
| 第9試合 トーナメント2回戦 10分一本勝負                  |                                              |                                        |
| 真霜拳號 ×入江茂弘                                      | 6分16秒 神の右膝→片エビ固め                  | 坂口征夫○ 橋本大地                     |
| 第10試合 トーナメント2回戦 10分一本勝負                 |                                              |                                        |
| 岡林裕二 ×黒潮“イケメン”二郎                            | 10分時間切れ延長戦0分51秒 回転足折り固め     | 木高イサミ○ 宮本裕向                   |
| 第11試合 トーナメント2回戦 10分一本勝負                 |                                              |                                        |
| 征矢学 ×植木嵩行                                        | 5分13秒 ドクターボム→エビ固め                | 樋口和貞○ 宇藤純久                     |
| 第12試合 トーナメント2回戦 10分一本勝負                 |                                              |                                        |
| ○神谷英慶 竹下幸之介                                    | 8分48秒 バックドロップ→体固め                | 青木篤志 橋本和樹×                     |
| 第13試合 トーナメント準決勝 15分一本勝負                |                                              |                                        |
| ○神谷英慶 竹下幸之介                                    | 8分47秒 バックドロップ→体固め                | 坂口征夫 橋本大地×                     |
| セミファイナル トーナメント準決勝 15分一本勝負          |                                              |                                        |
| 樋口和貞 ○宇藤純久                                      | 10分15秒 ラリアット→片エビ固め               | 木高イサミ× 宮本裕向                   |
| メインイベント トーナメント決勝戦 時間無制限一本勝負    |                                              |                                        |
| 神谷英慶 竹下幸之介×                                    | 20分37秒 轟天→体固め                         | 樋口和貞○ 宇藤純久                     |

## 2017年

### 概要
- 2017年は「年忘れ!シャッフルタッグトーナメント」として、DDT、BJWの2団体所属・参戦選手によるシャッフルタッグの16チームで争うワンデートーナメントを実施。また、TAKAみちのくデビュー25周年記念試合も行なう。

### 対戦カード
| 第1試合 トーナメント1回戦 10分一本勝負                                          |                                                                 |                                                                                 |
| (BJW)○関本大介 (DDT)樋口和貞 (関口組)                                           | 6分6秒 浜のオオキドプレスの誤爆→片エビ固め                      | 浜亮太(BJW) 高尾蒼馬×(DDT) (はまそうま)                                         |
| 第2試合 トーナメント1回戦 10分一本勝負                                          |                                                                 |                                                                                 |
| (BJW)橋本和樹 (DDT)○彰人 (チーム人見知り)                                       | 4分32秒 完璧足4の字固め                                         | 関札皓太(BJW) 中津良太×(BASARA) (チーム14)                                      |
| 第3試合 トーナメント1回戦 10分一本勝負                                          |                                                                 |                                                                                 |
| ×アントーニオ本多 (BJW)野村卓矢 (チャーミングドールズ)                          | 7分21秒 五体不満足                                              | バラモン兄弟 佐々木大輔○(DDT) (カリスマバラモン)                                |
| 第4試合 トーナメント1回戦 10分一本勝負                                          |                                                                 |                                                                                 |
| (DDT)○男色ディーノ (BJW)橋本大地 (破壊兄弟)                                     | 9分53秒 スクリューパイル男色ドライバー→漢固め                   | 石井慧介(DDT) 植木嵩行×(BJW) (恋しさとせつなさと心強さと)                       |
| 第5試合 トーナメント1回戦 10分一本勝負                                          |                                                                 |                                                                                 |
| (DDT)○HARASHIMA (666)宮本裕向 (スマイルヤンキー)                                | 3分28秒 ファイアーサンダー→片エビ固め                           | 坂口征夫(DDT) 青木優也×(BJW) (チームヨコハマ)                                   |
| 第6試合 トーナメント1回戦 10分一本勝負                                          |                                                                 |                                                                                 |
| (DDT)高梨将弘 (BJW)×吉野達彦 (吉野家)                                           | 6分34秒 アクシズ落下→片エビ固め                                 | 木高イサミ(BASARA) 宇藤純久○(BJW) (ジークジオン)                                |
| 第7試合 トーナメント1回戦 10分一本勝負                                          |                                                                 |                                                                                 |
| 藤田ミノル (DNA)×勝俣瞬馬 (瞬馬とミノル)                                        | 4分21秒 逆エビ固め                                              | アブドーラ小林○(BJW) コルト・カバナ (コバカバナ)                                |
| 第8試合 トーナメント1回戦 10分一本勝負                                          |                                                                 |                                                                                 |
| (BJW)×グレート小鹿 (DDT)遠藤哲哉 (グレートと孫)                                 | 10分時間切れ延長戦 1分38秒 横入り式エビ固め                     | 鈴木秀樹 竹下幸之介○(DDT) (モースト・ストロンゲスト・コンビ)                    |
| 第9試合 トーナメント2回戦 10分一本勝負                                          |                                                                 |                                                                                 |
| 橋本和樹 ×彰人                                                                  | 1分52秒 回転足折り固め                                          | 関本大介 樋口和貞○                                                              |
| 第10試合 トーナメント2回戦 10分一本勝負                                         |                                                                 |                                                                                 |
| ×男色ディーノ 橋本大地                                                          | 8分9秒 横入り式エビ固め                                         | バラモン兄弟○ 佐々木大輔                                                        |
| 第11試合 トーナメント2回戦 10分一本勝負                                         |                                                                 |                                                                                 |
| 木高イサミ ×宇藤純久                                                            | 9分57秒 蒼魔刀→体固め                                           | HARASHIMA○ 宮本裕向                                                             |
| 第12試合 トーナメント2回戦 10分一本勝負                                         |                                                                 |                                                                                 |
| ブロディ・ザ・秀樹 ○ジミー・タケシータ (モースト・ストロンゲスト・コンビの代替) | 2分17秒 レフェリー暴行→無効試合 再試合 2分50秒 リングアウト勝ち | スタン小林 コルト“BoomBoom”ブッチャー× (コバカバナの代替)                       |
| 第13試合 トーナメント準決勝第一試合 15分一本勝負                                |                                                                 |                                                                                 |
| ○関本大介 樋口和貞                                                              | 9分47秒 ロールスルー・ジャーマン・スープレックス・ホールド      | HARASHIMA 宮本裕向×                                                             |
| 第14試合 トーナメント準決勝第二試合 15分一本勝負                                |                                                                 |                                                                                 |
| ×バラモン兄弟 佐々木大輔                                                        | 7分2秒 スーパーフライ→片エビ固め                                | ブロディ・ザ・秀樹 ジミー・タケシータ○ (モースト・ストロンゲスト・コンビの代替) |
| セミファイナル 年越しプロレスpresents TAKAみちのくデビュー25周年記念試合        |                                                                 |                                                                                 |
| (K-DOJO)×TAKAみちのく ディック東郷 (BJW)伊東竜二 (DDT)高木三四郎                | 13分16秒 横入り式エビ固め                                       | 吉野コータロー(K-DOJO) ダイナソー拓真(K-DOJO) 菊田一美(BJW) MAO○(DNA)           |
| メインイベント トーナメント決勝戦 時間無制限一本勝負                            |                                                                 |                                                                                 |
| ○鈴木秀樹 竹下幸之介                                                            | 12分44秒 ダブルアーム・スープレックス→片エビ固め                | 関本大介 樋口和貞×                                                              |

## 2018年

### 概要
- 2018年は「年忘れ!シャッフルタッグトーナメント」として、DDT、BJWの2団体所属・参戦選手によるシャッフルタッグの16チームで争うワンデートーナメントを実施。
- 当初はBJW側でアブドーラ小林が参戦予定だったがチーム抽選後に負傷による欠場が決定したため竹田誠志が代打を務めることとなった。

### 対戦カード
| 第1試合 トーナメント1回戦 10分一本勝負                                                |                                            |                                                           |
| (BJW)○関本大介 (DDT)飯野雄貴 (マッスルウルフ)                                         | 6分26秒 サソリ固め                         | 浜亮太(BJW) アントーニオ本多× (ハマ㌧)                    |
| 第2試合 トーナメント1回戦 10分一本勝負                                                |                                            |                                                           |
| (BJW)○岡林裕二 (DDT)坂口征夫 (ハゲと金髪)                                             | 6分57秒 アルゼンチン･バックブリーカー      | 野村卓矢(BJW) 平田一喜×(DDT) (☆チーム野村さん☆)           |
| 第3試合 トーナメント1回戦 10分一本勝負                                                |                                            |                                                           |
| (666)○神取裕向 (DDT)竹下幸之介 (西成のエリートヤンキー幸之介と女子プロレス界最強の男) | 5分53秒 腕ひしぎ十字固め                   | バラモン兄弟 高梨将弘×(DDT) (難民闘龍門)                  |
| 第4試合 トーナメント1回戦 10分一本勝負                                                |                                            |                                                           |
| (BJW)×グレート小鹿 サミー・ゲバラ (日米四次元殺法コンビ)                              | 6分44秒 横入り式エビ固め                   | 植木嵩行○(BJW) マイク・ベイリー (チーム･レッツ･ゴー)      |
| 第5試合 トーナメント1回戦 10分一本勝負                                                |                                            |                                                           |
| (BJW)×吉野達彦 (DDT)遠藤哲哉 (2代目パーティーボーイズ（ネクラ）)                      | 7分37秒 ブルーストーム                     | 青木優也○(BJW) MAO(DDT) (チェリーボーイズ･オン・ザ・ラン) |
| 第6試合 トーナメント1回戦 10分一本勝負                                                |                                            |                                                           |
| (BJW)○橋本大地 (DDT)×佐々木大輔 (スーパー闘魂三銃士)                                  | 1分22秒 シャイニング･ウィザード→片エビ固め | 宇藤純久(BJW) 高木三四郎×(DDT) (黒い三連星) with鈴木秀樹  |
| 第7試合 トーナメント1回戦 10分一本勝負                                                |                                            |                                                           |
| (BJW)中之上靖文 (DDT)○樋口和貞 (チーム・カタギ)                                       | 5分38秒 首固め                             | 藤田ミノル 高尾蒼馬×(DDT) (泥NATION)                      |
| 第8試合 トーナメント1回戦 10分一本勝負                                                |                                            |                                                           |
| (BJW)伊東竜二 (DDT)×上野勇希 (チームあ行)                                             | 6分50秒 顔面整形→体固め                    | 竹田誠志○ HARASHIMA(DDT) (狂気笑顔（クレイジースマイル）) |
| 第9試合 トーナメント2回戦 10分一本勝負                                                |                                            |                                                           |
| 関本大介 ×飯野雄貴                                                                    | 9分50秒 神の右膝→片エビ固め                | 岡林裕二 坂口征夫○                                        |
| 第10試合 トーナメント2回戦 10分一本勝負                                               |                                            |                                                           |
| ×植木嵩行 マイク・ベイリー                                                            | 9分21秒 ヒールホールド                     | 神取裕向○ 竹下幸之介                                      |
| 第11試合 トーナメント2回戦 10分一本勝負                                               |                                            |                                                           |
| ×青木優也 MAO                                                                         | 9分14秒 クロス･フェースロック              | 橋本大地 佐々木大輔○                                      |
| 第12試合 トーナメント2回戦 10分一本勝負                                               |                                            |                                                           |
| 竹田誠志 ○HARASHIMA                                                                   | 10分時間切れ延長戦 41秒 ジャックナイフ     | 中之上靖文 樋口和貞×                                      |
| 第13試合 同トーナメント準決勝 第1試合 15分1本勝負                                     |                                            |                                                           |
| ○岡林裕二 坂口征夫                                                                    | 10分7秒 ゴーレムスプラッシュ→片エビ固め    | 橋本大地× 佐々木大輔                                      |
| セミファイナル 同トーナメント準決勝 第2試合 15分1本勝負                               |                                            |                                                           |
| 竹田誠志 ×HARASHIMA                                                                   | 15分時間切れ延長戦 1分54秒 回転足折り固め  | 宮本裕向 竹下幸之介○                                      |
| メインイベント 同トーナメント決勝戦 時間無制限1本勝負                                 |                                            |                                                           |
| 岡林裕二 ×坂口征夫                                                                    | 18分10秒 ファブル→エビ固め                 | 宮本裕向 竹下幸之介○                                      |

## 2019年

### 概要
- 2019年は「年忘れ!シャッフルタッグトーナメント」として、DDT、BJWの2団体所属・参戦選手によるシャッフルタッグの16チームで争うワンデートーナメントを実施。
- シャッフルタッグトーナメント以外にも『大晦日だョ！ 抱腹絶倒！ 大爆笑！ 年忘れスペシャル6人タッグマッチ』が行われる。

### 対戦カード
| 第1試合 トーナメント1回戦 10分一本勝負                                                       |                                                             |                                                             |
| (BJW)橋本大地 (DDT)×彰人 (チーム大谷晋二郎)                                                  | 9分36秒 ロウリュウ式ダイビング・エルボードロップ→片エビ固め | 竹下幸之介(DDT) 神谷英慶○(BJW) (チーム2016年度準優勝コンビ) |
| 第2試合 トーナメント1回戦 10分一本勝負                                                       |                                                             |                                                             |
| (BJW)○中之上靖文 (DDT)飯野雄貴 (がんばれ！ベアーズ)                                          | 6分27秒 ラリアット→体固め                                   | 坂口征夫(DDT) 橋本和樹×(BJW) (令和爆れつブラザーズ)         |
| 第3試合 トーナメント1回戦 10分一本勝負                                                       |                                                             |                                                             |
| (DDT)HARASHIMA (BJW)○青木優也 (スマイルハンサム)                                             | 9分8秒 タイガー・スープレックス・ホールド                   | エル・リンダマン×(OWE) 納谷幸男×(DDT) (ザ・かぼちゃワイン)  |
| 第4試合 トーナメント1回戦 10分一本勝負                                                       |                                                             |                                                             |
| (BJW)岡林裕二 ×アントーニオ本多 (ロサンゼルス)                                               | 8分48秒 オクトパスストレッチ                                | 関本大介(BJW) クリス・ブルックス○ (ブル本クリ介)            |
| 第5試合 トーナメント1回戦 10分一本勝負                                                       |                                                             |                                                             |
| (BJW)河上隆一 (OWE)○T-Hawk (W-Hawk)                                                          | 10分時間切れ延長戦 1分2秒 ケルベロス→片エビ固め             | 高尾蒼馬(DDT) 関札皓太×(BJW) (ハチュNATION)                 |
| 第6試合 トーナメント1回戦 10分一本勝負                                                       |                                                             |                                                             |
| ×バラモンケイ (DDT)吉村直巳 (ナオミの夢)                                                     | 7分7秒 プーマ直伝トケ・エスパルダ                           | 遠藤哲哉○(DDT) 野村卓矢(BJW) (野村軍)                       |
| 第7試合 トーナメント1回戦 10分一本勝負                                                       |                                                             |                                                             |
| (666)宮本裕向 (DDT)○佐々木大輔 (ららつ～)                                                    | 7分7秒 クロス・フェースロック                               | 上野勇希×(DDT) 加藤拓歩(BJW) (たくちゃん＆ゆうくん)         |
| 第8試合 トーナメント1回戦～蛍光灯タッグデスマッチ 10分一本勝負                               |                                                             |                                                             |
| (BASARA)○塚本拓海 (BJW)星野勘九郎 (チーム2014)                                               | 7分45秒 窒息式ずどん→片エビ固め                             | (BJW) 佐久田俊行 勝俣瞬馬×(DDT) (チーム4.29)                |
| 第9試合 トーナメント2回戦 10分一本勝負                                                       |                                                             |                                                             |
| 中之上靖文 ○飯野雄貴                                                                         | 8分31秒 スピア→片エビ固め                                   | 竹下幸之介 神谷英慶×                                        |
| 第10試合 トーナメント2回戦 10分一本勝負                                                      |                                                             |                                                             |
| ○関本大介 クリス・ブルックス                                                                 | 9分3秒 ラリアット→片エビ固め                                | HARASHIMA 青木優也×                                         |
| 第11試合 トーナメント2回戦 10分一本勝負                                                      |                                                             |                                                             |
| 遠藤哲哉 ○野村卓矢                                                                           | 7分44秒 足取り腕ひしぎ逆十字固めから丸め込む→エビ固め       | 河上隆一× T-Hawk                                            |
| 第12試合 トーナメント2回戦 10分一本勝負                                                      |                                                             |                                                             |
| 塚本拓海 ×星野ケンシロウ                                                                     | 6分33秒 クロス・フェースロック                              | 神取裕向 佐々木大輔○                                        |
| 第13試合 同トーナメント準決勝 第1試合 15分1本勝負                                            |                                                             |                                                             |
| ○遠藤哲哉 野村卓矢                                                                           | 8分1秒 シューティングスター・プレス→片エビ固め              | 中之上靖文 飯野雄貴×                                        |
| 第14試合 トーナメント準決勝 15分一本勝負                                                     |                                                             |                                                             |
| ○関本大介 クリス・ブルックス                                                                 | 6分45秒 ジャーマン・スープレックス・ホールド                | 宮本裕向 佐々木大輔×                                        |
| セミファイナル 大晦日だョ！ 抱腹絶倒！ 大爆笑！ 年忘れスペシャル6人タッグマッチ 30分一本勝負 |                                                             |                                                             |
| (BJW)○アブドーラ小林 (DDT)男色ディーノ (DDT)スーパー・ササダンゴ・マシン                     | 8分50秒 バカチンガーエルボードロップ→片エビ固め             | 吉野達彦(BJW) ドリュー・パーカー 渡瀬瑞基×(DDT)             |
| メインイベント 同トーナメント決勝戦 時間無制限1本勝負                                        |                                                             |                                                             |
| ×関本大介 クリス・ブルックス                                                                 | 17分19秒 ドラゴン・スープレックス・ホールド                 | 遠藤哲哉 野村卓矢○                                          |

## 2020年

### 概要
- 2020年は「年忘れ!シャッフルタッグトーナメント」として、DDT、BJWの2団体所属選手によるシャッフルタッグの8チームで争うワンデートーナメントを実施。
- シャッフルタッグトーナメント以外にも蛍光灯デスマッチが行われた。
- 本年は新型コロナウイルスの感染拡大防止の観点から、約2時間半程度の「年を越さない興行」として開催された。

### 対戦カード
| 第1試合 トーナメント1回戦 10分一本勝負                                  |                                                                    |                                                           |
| (DDT)HARASHIMA (BJW)○岡林裕二 (スマイルピッサリ)                        | 8分53秒 アルゼンチン・バックブリーカー                             | 納谷幸男×(DDT) 青木優也(BJW) (HOTリアルJAPAN)             |
| 第2試合 トーナメント1回戦 10分一本勝負                                  |                                                                    |                                                           |
| (DDT)竹下幸之介 (BJW)○野村卓矢 (ノムタケ)                               | 10分時間切れ延長戦 2分32秒 腕ひしぎ逆十字固めから丸め込む→エビ固め | 大石真翔(DDT) 兵頭彰×(BJW) (170cm(仮))                    |
| 第3試合 トーナメント1回戦 10分一本勝負                                  |                                                                    |                                                           |
| (DDT)×男色ディーノ (BJW)ドリュー・パーカー (ソドミー＆スカーズ)         | 7分35秒 横入り式エビ固め                                           | 上野勇希○(DDT) 中之上靖文×(BJW) (中之上野)                |
| 第4試合 トーナメント1回戦 10分一本勝負                                  |                                                                    |                                                           |
| (DDT)遠藤哲哉 (BJW)○関本大介 (ダイスケ・イン・ザ・スカイ)               | 7分4秒 ジャーマン・スープレックス・ホールド                        | クリス・ブルックス 神谷英慶×(BJW) (LINEともだち)          |
| 第5試合 蛍光灯デスマッチ 30分一本勝負                                   |                                                                    |                                                           |
| (BJW)○伊東竜二                                                          | 11分1秒 ドラゴンスプラッシュ→体固め                                | 勝俣瞬馬×(DDT)                                            |
| 第6試合 トーナメント2回戦 15分一本勝負                                  |                                                                    |                                                           |
| ×竹下幸之介 野村卓矢                                                    | 15分時間切れ延長戦 26秒 ジャックナイフ式エビ固め                   | HARASHIMA○ 岡林裕二                                       |
| 第7試合 トーナメント2回戦 15分一本勝負                                  |                                                                    |                                                           |
| 遠藤哲哉 ×関本大介                                                      | 8分10秒 ラリアット→片エビ固め                                      | 上野勇希 中之上靖文○                                      |
| セミファイナル 年越しプロレス2020スペシャル8人タッグマッチ 30分一本勝負 |                                                                    |                                                           |
| (DDT)樋口和貞 (BJW)○橋本大地 (BJW)橋本和樹 (DDT)坂口征夫                | 13分35秒 ファルコンアロー→体固め                                   | 岡谷英樹×(DDT) 中村圭吾(DDT) 石川勇希×(BJW) 加藤拓歩(BJW) |
| メインイベント 同トーナメント決勝戦 時間無制限1本勝負                   |                                                                    |                                                           |
| 上野勇希 ×中之上靖文                                                    | 17分50秒 ゴーレムスプラッシュ→片エビ固め                           | HARASHIMA 岡林裕二○                                       |

## 2021年

### 概要
- 2021年は「年忘れ！シャッフル・6人タッグトーナメント」として、DDT、大日本、年末ドリーム枠（他団体、フリー選手）から8選手ずつ参戦によるシャッフルタッグの8チームで争うワンデートーナメントを実施。
- シャッフルタッグトーナメント以外にも数試合行う予定。
- 本年も前年同様、新型コロナウイルス感染拡大防止の為、約2時間半程度の「年を越さない興行」として開催される予定。

### 対戦カード
| 第1試合 トーナメント1回戦 10分一本勝負                               |                                                           |                                                                      |
| (DDT)樋口和貞 (BJW)×伊東竜二 越中詩郎 (やってやるって!!)             | 10分時間切れ延長戦 52秒 変形サムソンクラッチ              | クリス・ブルックス 野村卓矢(BJW) 藤田ミノル○ (かわいい3兄弟)         |
| 第2試合 トーナメント1回戦 10分一本勝負                               |                                                           |                                                                      |
| (DDT)高尾蒼馬 (BJW)×青木優也 (AJPW)石川修司 (イケメンズ)             | 9分6秒 STF                                                | HARASHIMA(DDT) 橋本大地○(BJW) 真霜拳號(2AW) (LEFTOVERS)              |
| 第3試合 トーナメント1回戦 10分一本勝負                               |                                                           |                                                                      |
| (DDT)○竹下幸之介 (BJW)岡林裕二 くいしんぼう仮面 (デッ・ドリフターズ) | 5分17秒 体固め                                            | 吉村直巳(DDT) 関札皓太(BJW) バラモン兄弟× (双子とトカゲとナオミの夢) |
| 第4試合 トーナメント1回戦 10分一本勝負                               |                                                           |                                                                      |
| (DDT)○MAO (BJW)中之上靖文 入江茂弘 (烏合會)                          | 8分50秒 キャノンボール450°→片エビ固め                     | 彰人×(DDT) 関本大介×(BJW) 葛西純×(FREEDOMS) (チーム西遊記)           |
| 第5試合 30分一本勝負                                                 |                                                           |                                                                      |
| (みちプロ)○MUSASHI (HEAT-UP)兼平大介 (ZERO1)太嘉文 (2AW)花見達也     | 13分40秒 トルトゥーラ                                     | 加藤拓歩×(BJW) 佐藤孝亮(BJW) 岡谷英樹(DDT) 石田有輝×(DDT)            |
| 第6試合 トーナメント2回戦 15分一本勝負                               |                                                           |                                                                      |
| HARASHIMA 橋本大地 ○真霜拳號                                         | 11分41秒 垂直落下式ブレーンバスター→体固め                | クリス・ブルックス] 野村卓矢 藤田ミノル×                             |
| 第7試合 トーナメント2回戦 15分一本勝負                               |                                                           |                                                                      |
| 竹下幸之介 岡林裕二 ○くいしんぼう仮面                                | 15分時間切れ延長戦 44秒 ラ・マヒストラルを潰す→片エビ固め | MAO× 中之上靖文 入江茂弘                                             |
| セミファイナル 3WAYタッグマッチ 30分一本勝負                         |                                                           |                                                                      |
| (BJW) ○スタン･小林 (DDT) 平田一喜                                    | 14分21秒 バカチンガー・アナル・エルボー→体固め            | "黒天使"沼澤邪鬼 (BJW) アントーニオ本多×                             |
| もう1組は男色ディーノ (DDT)・星野勘九郎 (BJW)                        |                                                           |                                                                      |
| メインイベント 同トーナメント決勝戦 時間無制限1本勝負                |                                                           |                                                                      |
| ○HARASHIMA 橋本大地 真霜拳號                                         | 16分19秒 蒼魔刀→片エビ固め                                | 竹下幸之介 岡林裕二 くいしんぼう仮面×                                |